# 帕拉瓦尼湖
41°27′N 43°48′E / 41.450°N 43.800°E

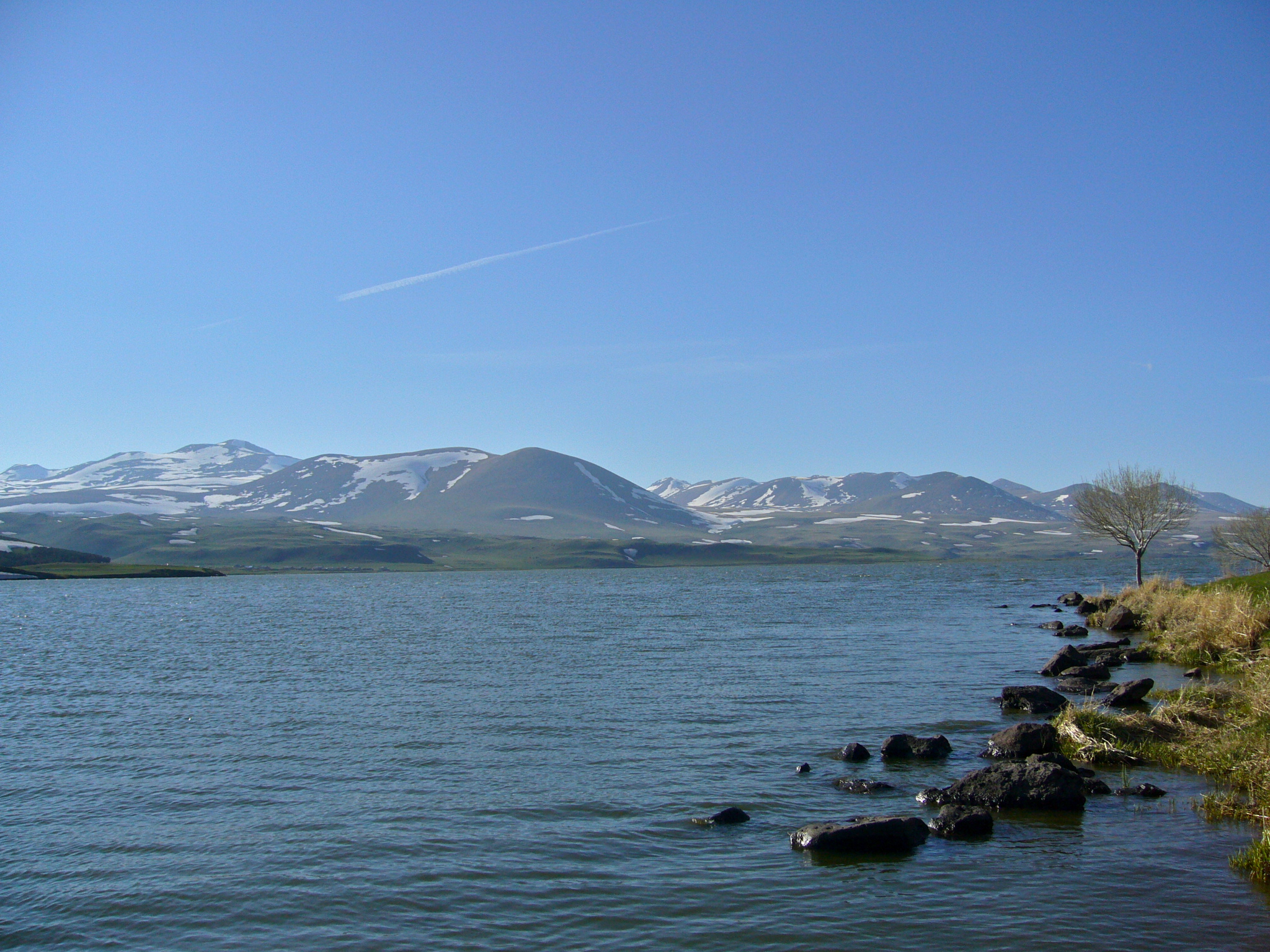
帕拉瓦尼湖

帕拉瓦尼湖（格魯吉亞語：ფარავანი）是格魯吉亞的湖泊，由薩姆茨赫-賈瓦赫蒂大区負責管轄，面積37.5平方公里，集水區面積234平方公里，海拔高度2,073米，平均水深2.2米，最大水深3.3米，

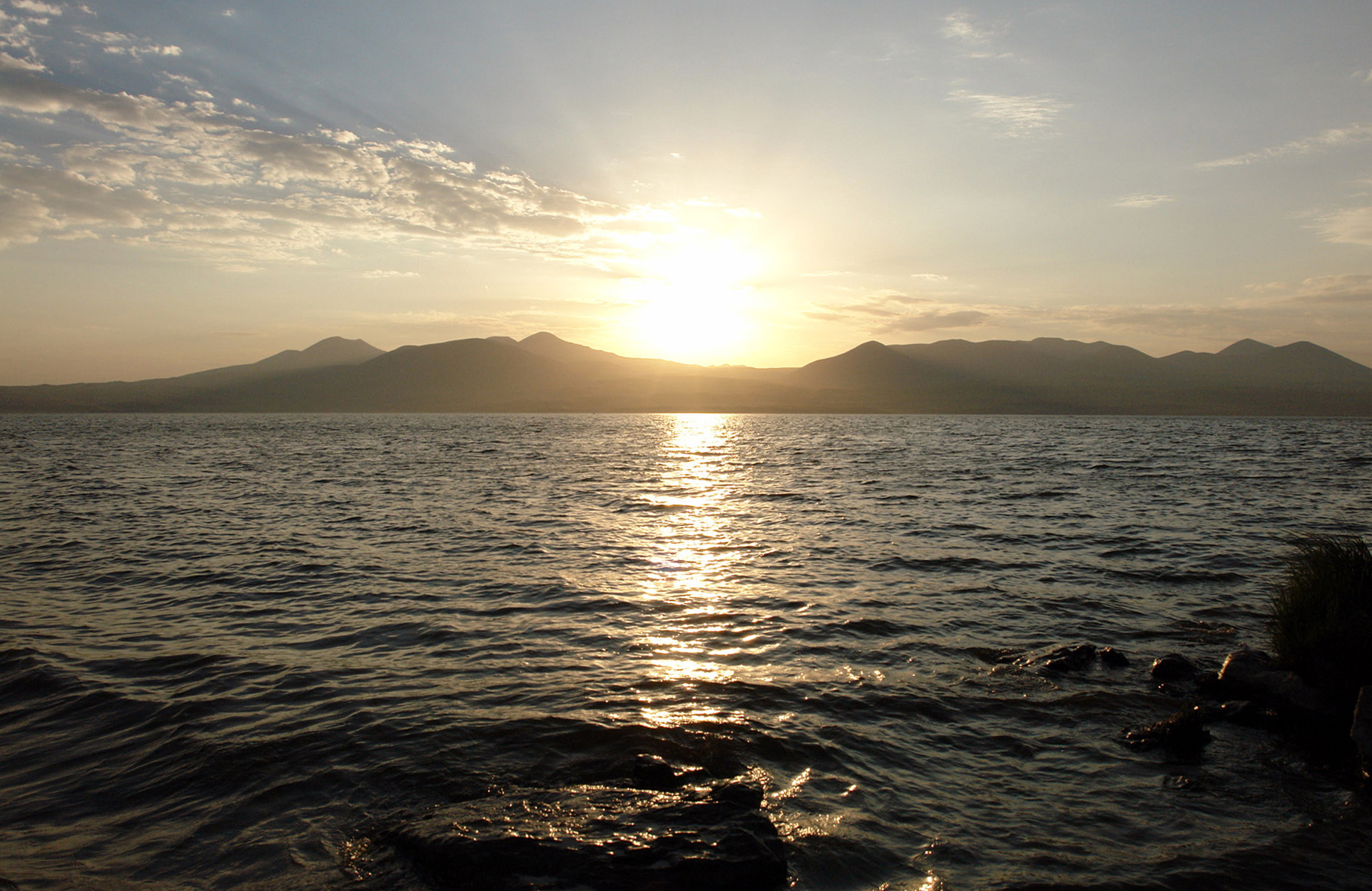
黃昏湖景

## 外部連結
Paravani lake location on the map